# Centre national du casier judiciaire (Bénin)
Le Centre National du Casier Judiciaire en abrégé CNCJ est un organisme public sous tutelle du Ministère de la Justice et de la Législation.

## Missions et attributions

### Mission
Le rôle principal du Centre National du Casier Judiciaire est d'élaborer, de maintenir à jour et de gérer le registre national du casier judiciaire ainsi que la liste des individus faisant l'objet de recherches,,.

### Attributions
Le CNCJ a pour responsabilité de recevoir et d'enregistrer,,, :
- Les décisions de condamnation, qu'elles soient prononcées à la suite de procédures contradictoires ou en cas de non-opposition ou d'opposition à une condamnation par défaut, pour des infractions criminelles ou délictuelles, émanant de toutes les juridictions pénales, y compris les condamnations avec sursis ;
- Les décisions rendues conformément aux lois relatives à la délinquance juvénile ;
- Les décisions disciplinaires prises par l'autorité judiciaire ou administrative, entraînant des incapacités ou des interdictions ;
- Les jugements déclarant la faillite ou la liquidation des biens ;
- Les jugements prononçant la déchéance de l'autorité parentale ou la privation de certains droits qui y sont attachés ;
- Les arrêtés d'expulsion des étrangers, ainsi que les décisions qui les annulent, les suspendent ou les révoquent ;
- Les décisions de grâce, de commutation, de remise ou de réduction de peine ;
- Les décisions suspendant, ordonnant ou révoquant l'exécution d'une condamnation ;
- Les décisions relatives à la libération conditionnelle et à sa suspension ;
- Les décisions de réhabilitation des personnes condamnées ;

## Organisation et fonctionnement
Le CNCJ est sous tutelle du Ministère de la Justice et de la Législation,. 
Il comprend: 
- La Direction du Centre ;
- Le Service des traitements et de l'enregistrement ;
- Le Service de l'analyse et de la liste des personnes recherchées.
Le Centre National du Casier Judiciaire est dirigé par un directeur nommé par décret pris en conseil des ministres. Il a sa tête depuis sa création en 2020 Mme Hélène Aurore Achouké.
Les services du Centre sont dirigés par des chefs nommés par arrêté du ministre chargé de la Justice

## Siège
Le Centre National du Casier Judiciaire se trouve à Cotonou.